# Corpo del genio navale
 (novembre 2016).
Le contenu est difficilement compréhensible vu les erreurs de traduction, qui sont peut-être dues à l'utilisation d'un logiciel de traduction automatique.
Corpo del genio navale (Le corps du génie naval) est un des sept corps de la marine militaire italienne, dont les plus fameux membres ont été Benedetto Brin (1833-1898), Vittorio Cuniberti (1854-1913), Raffaele Rossetti (1881-1951) et Teseo Tesei (1909-1941).
Comme tous les corps de la marine militaire italienne, sauf le Corpo degli equipaggi marittimi (CEMM), il se compose exclusivement d'officiers, le plus souvent issus du cours normal de l'académie navale de Livourne ou dans quelque cas sélectionnés sur concours. Les officiers du cours normal de l'académie ont un diplôme en ingénierie navale (3 ans + 2 ans).
Le corps est dirigé par un amiral inspecteur en chef, actuellement Stefano Tortora.

## Tâches
Le génie naval s'occupe de la maintenance et du développement du matériel naval de la marine militaire. À cette fin les officiers du génie naval servent en qualité d'officiers de machine embarqués sur les unités navales ou dans l'administration des bureaux techniques de la marine, notamment les arsenaux. A bord l'officier est responsable de la propulsion, de la génération de l'énergie électrique, de la coque, de la sécurité et de toutes les installations non électroniques.
A terre les officiers ont pour tâches le support des navires en réparation dans les arsenaux, l'aide à la conception de nouveaux navires et la responsabilité des environnements techniques.
Le corps est fameux pour les moyens d'assaut commando, sous-marin et non, inventés par ses officiers (SLC ou Maiale (porc), grilli (grillons), MAS ...).

## Grades et galons
Depuis la réforme de 1973 dans les noms de la marine militaire, les officiers du génie naval ont les mêmes grades que les autres officiers de l'armée italienne avec le suffixe GN. Ainsi le lieutenant de vaisseau (GN) est devenu un capitaine (GN) et ainsi de suite. Ils subsistent les dénominations originales d'amiral inspecteur (équivalent d'amiral de division) et d'amiral inspecteur en chef (équivalent d'amiral d'escadre).
Mis à part pour les amiraux pour lesquels elle est la même dans tous les corps, la couleur du tissu qui entoure les galons des officiers est amarante